# Aarhus-København
Aarhus-København er et motionscykelløb, som afvikles af arrangøren Veggerby Sport & Kultur i samarbejde med blandt andet Berlingske. Løbets deltagerliste består både af private, foreninger og virksomheder og inkluderer to ruter: Aarhus-København på ca. 375 km og halvdistancen Odense-København på ca. 190 km. Løbet er senest afholdt den 1. september 2012 og i 2005 med en anden arrangør. I 2012 deltog 6500 mænd og kvinder, og løbet var udsolgt allerede i juni. Nils Eigil Bradtberg var hurtigste deltager i tiden 10 timer, 8 minutter og 34 sekunder.

## Kritik af løbets afvikling i 2012
Løbet i 2012 forårsagede bilkøer på op til 17 km i østgående retning ved Storebæltsforbindelsen, og mange bilister forsinkedes i op til tre timer. A/S Storebælt, der ejer og driver vej- og baneforbindelserne over Storebælt, erkendte efterfølgende, at tre færdselsuheld, mere trafik end forventet og manglende information var nogle af årsagerne til den massive kødannelse. Den konservative formand og trafikordfører, Lars Barfoed, indkaldte efterfølgende transportminister Henrik Dam Kristensen i et åbent samråd den 18. september 2012 for at redegøre for de store forsinkelser.